# 2005 v dopravě
Tento článek obsahuje seznam událostí souvisejících s dopravou, které proběhly roku 2005.

## Leden
- 5. ledna

 Drážní úřad vydal povolení ke zkušebnímu provozu motorových jednotek RA-1 (výrobní typ 731.35) v Česku. Jednotkám vyrobených závodem Metrovagonmaš byla přidělena řada 835.

## Únor
- 1. února

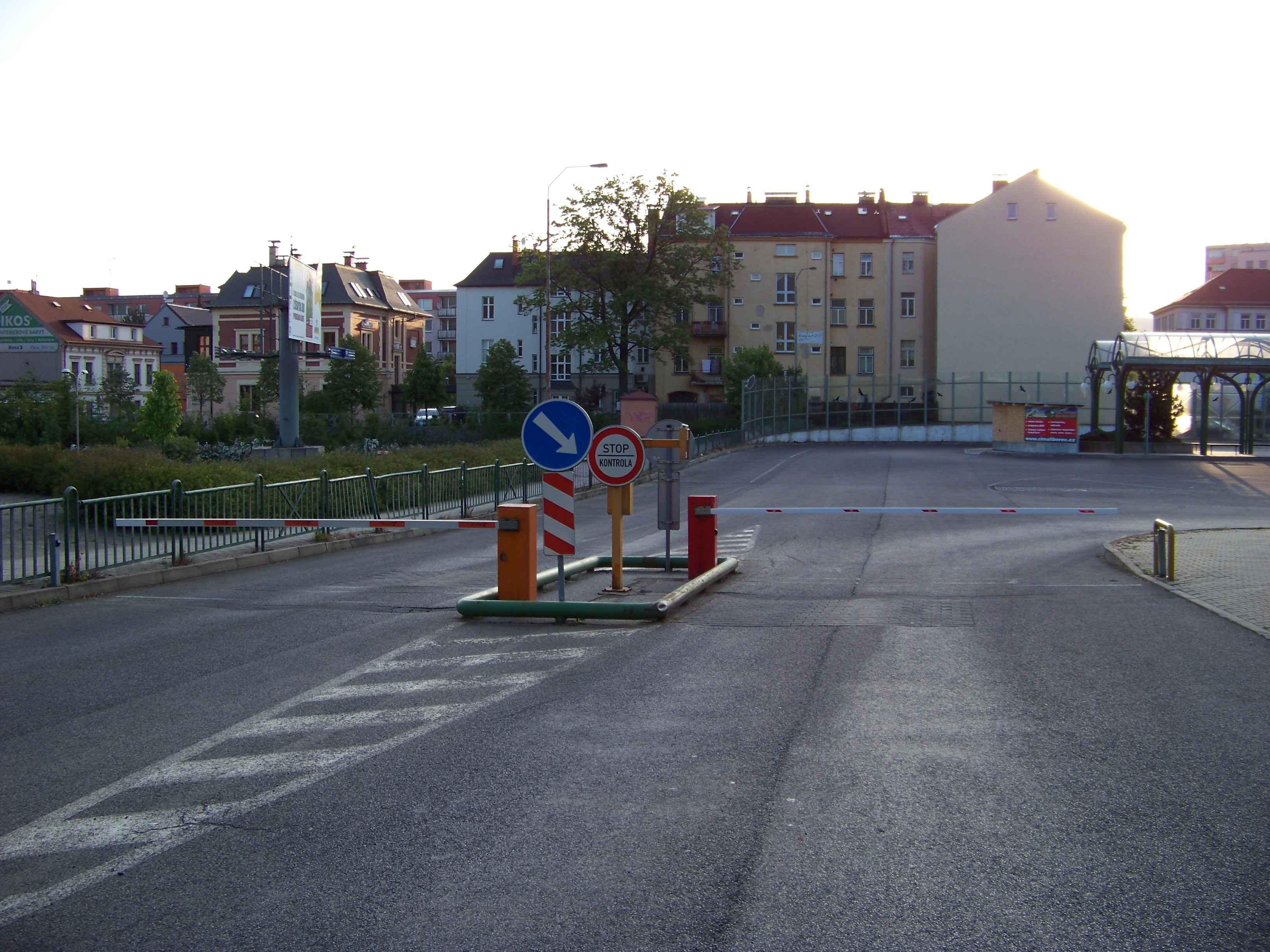
Závora, která na libereckém autobusovém nádraží zabraňovala vjezdu autobusů Student Agency

 Soukromý autobusový dopravce Student Agency zahájil provoz na dálkové lince z Liberce do Prahy. Společnost ČSAD Liberec, která na lince dosud jezdila jako jediná, odmítla autobusy konkurenčního dopravce vpustit na liberecké autobusové nádraží. Problém musela vyřešit až přivolaná policie.
- 23. února

 Po těžké nemoci zemřel ředitel Dopravního podniku hlavního města Prahy Milan Houfek. Řízením byl pověřen Tomáš Jílek.

## Březen
- 18. března

 Na cestu do svého domovského depa v Zamośći se vydaly první remotorizované lokomotivy řady ST44 společnosti PKP Linia Hutnicza Szerokotorowa. Remotorizaci s využitím motoru Caterpillar 3516 BHD provedla firma BUMAR – FABLOK Chrzanów.
- 31. března

 Proběhl roll-out elektrické lokomotivy řady 1216 (tovární typ ES 64 U4), které společnost Siemens začíná dodávat pro rakouské dráhy ÖBB.

## Květen
- 11. května

 Novým generálním ředitelem Českých drah se stal Josef Bazala, který nahradil odcházejícího Petra Kousala.
- 14. května

 Začala nepřetržitá výluka traťového úseku Ostrava-Svinov – Háj ve Slezsku, v rámci které proběhla modernizace a elektrifikace trati 316 z Ostravy do Opavy.

## Červen
- 1. června

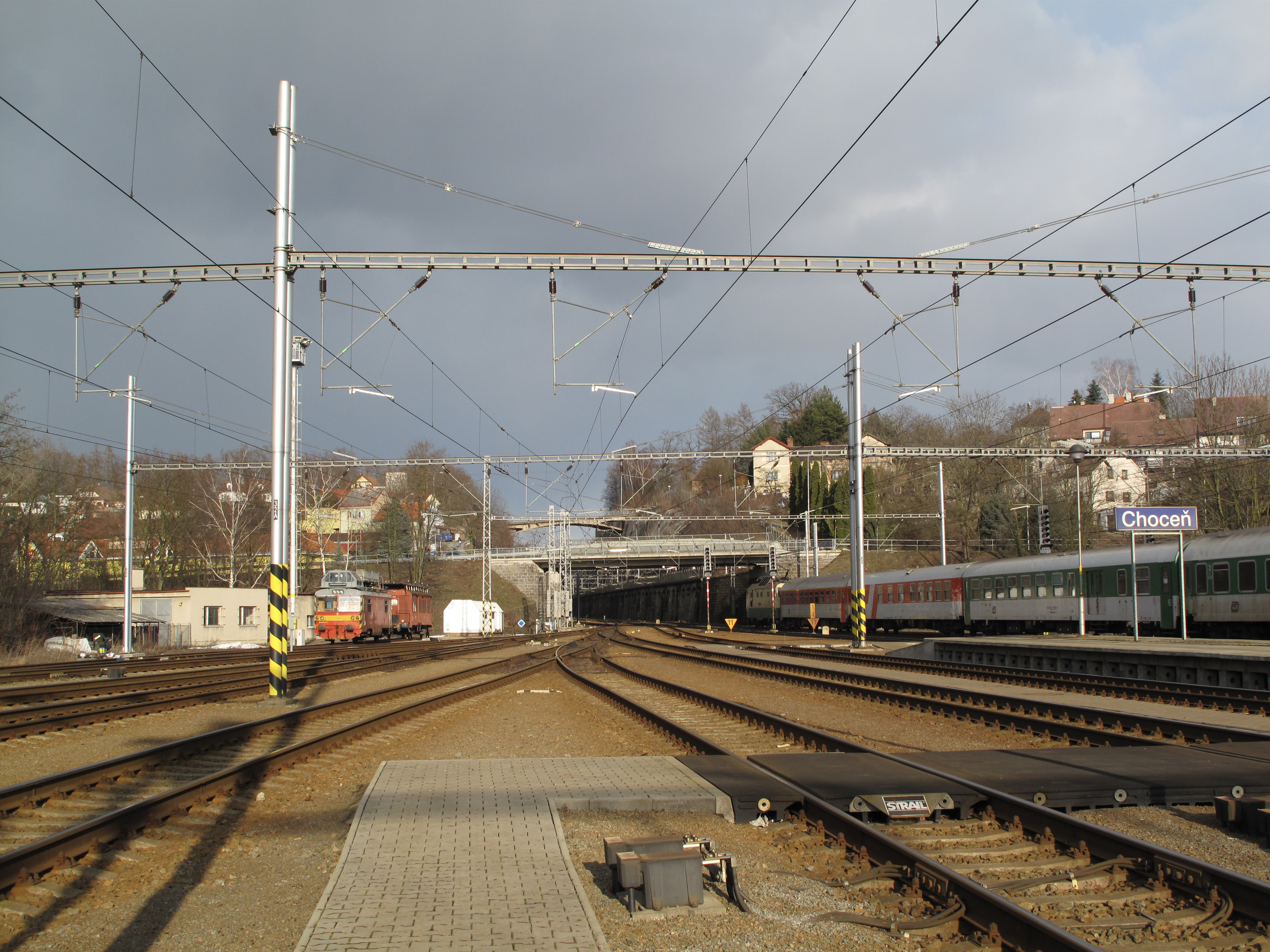
Železniční stanice Choceň

 Proběhlo slavnostní otevření rekonstruované železniční stanice Choceň na trase 1. tranzitního koridoru. Tím byly ukončeny práce trvající od června 2003.
- 17. června

 Na trati Rybník – Lipno nad Vltavou byl obnoven elektrický provoz, nyní v soustavě 25 kV, 50 Hz AC. Rekonstrukce trakčního vedení spojená s konverzí z napájecího systému 1500 kV DC zde probíhala od 10. října 2003.

## Srpen
- 1. srpna

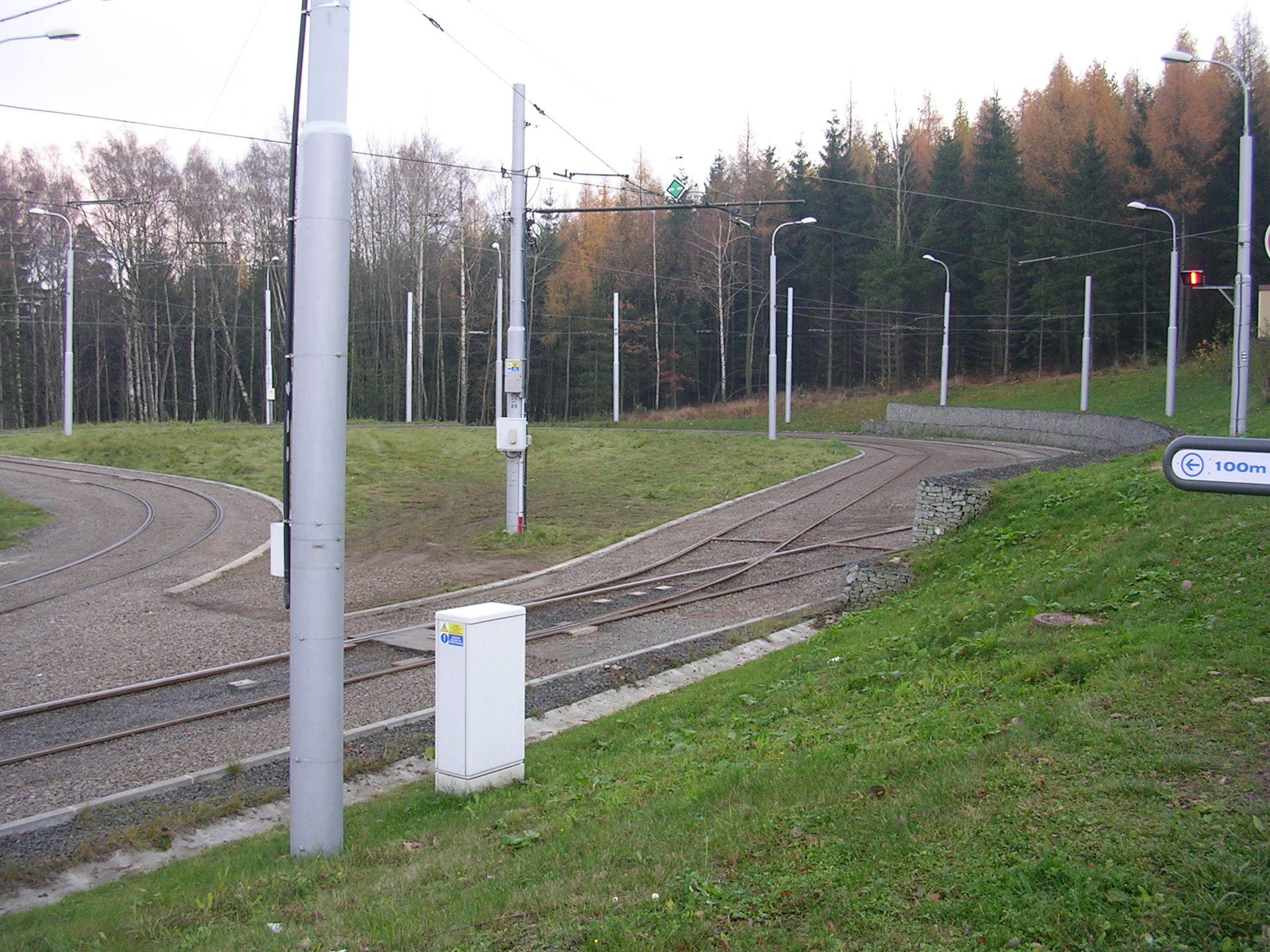
Konečná stanice tramvaje v libereckém Horním Hanychově

 Po sedmi letech byl obnoven tramvajový provoz mezi zastávkami Dolní Hanychov a Horní Hanychov na liberecké tramvajové síti. Tím byla definitivně dokončena rekonstrukce tzv. městské trati, která probíhala již od roku 1990 a v rámci které došlo k přerozchodování trati na normální rozchod 1435 mm.
 Byl zahájen provoz na přeložce železniční trati mezi stanicemi Rudoltice v Čechách a Třebovice v Čechách, která překonává Třebovické sedlo v nové trase. Současně byl v tomto úseku zprovozněn první úsek s pevnou jízdní dráhou v Česku.
   Dopravcem kontejnerových expresů Rotterdam – Mělník a zpět se na území Nizozemska a Německa stala společnost ERS Railways. V Česku zůstávají dopravcem České dráhy, které vlaky přebírají ve stanici Pirna.

## Září
- 13. září

 Byla zahájena likvidace úzkorozchodné dráhy, která předtím 120 let sloužila dopravě lupku ve Zlivi.
- 19. září

 První modernizovaná pražská tramvaj typu Tatra KT8D5R.N2P zahájila zkušební provoz s cestujícími.

## Říjen
- 5. října

 Zkušební provoz s cestujícími zahájila ve Varšavě první elektrická jednotka 14WE vzniklá modernizací z jednotky řady EN57.
- 6. října

  Operátor kombinované dopravy Bohemiakombi zahájil přepravu kontejnerů a výměnných nástaveb přímými vlaky „Bohemia Express“ mezi terminály Lovosice a Duisburg-Ruhrort Hafen. Dopravcem vlaku v Česku jsou České dráhy, v Německu Railion Deutschland.
- 10. října

 Tomáš Jílek, provizorně pověřený řízením pražského dopravního podniku, byl oficiálně jmenován jeho ředitelem.

## Listopad
- 8. listopadu

 Od výrobce Alstom Ferroviaria dorazila do Česka poslední (sedmá) jednotka Pendolino řady 680 pro České dráhy.

## Prosinec
- 1. prosince

 V rámci přestavby uzlu Bohumín zanikla odbočka Pudlov. Původní dvoukolejná trať Bohumín - Chałupki, se tím změnila na dvě jednokolejky: Chałupki - Bohumín-Vrbice a Chałupki - Bohumín (osobní nádraží).
- 2. prosince

  Na nádraží v Curychu byla představena první jednotka řady RABe 514, které pro švýcarské dráhy SBB dodává Siemens a Stadler Rail. Na jejich výrobě se významně podílí závod Siemens Kolejová vozidla v pražském Zličíně.
- 10. prosince

 Do Slovinska dorazila lokomotiva 541-101, první elektrická lokomotiva typu ES64U4 vyrobená firmou Siemens pro dopravce Slovenske železnice.
- 11. prosince

 Byla dokončena elektrizace tratě 140 na úseku Karlovy Vary – Klášterec nad Ohří.
- 22. prosince

 Firma Pojazdy Szynowe PESA Bydgoszcz dodala první dvoudílný motorový vůz řady SA132. Odběratelem byl Úřad maršálka Velkopolského vojvodství.